# Maurizio Zanfanti
Maurizio Zanfanti, dit Zanza, né à Rimini le 20 octobre 1955 et mort dans la même ville le 26 septembre 2018 à l'âge de 63 ans, est un play-boy connu pour ses conquêtes féminines sur la Riviera romagnole.

## Biographie

### Notoriété internationale
La notoriété de Maurizio Zanfanti dit « Zanza », diminutif de « zanzara  » (« moustique »), a commencé sa carrière dans les années 1970, quand la Riviera italienne grouillait de beautés étrangères et locales, à l'âge de 17 ans comme buttadentro (racoleur) d'une boîte de nuit bien connue de Rimini, le « Blow Up ». Avec son teint basané, ses longues mèches ondulées et sa coiffure à la mode, il a eu peu de difficulté à tisser des liens et, à partir de ce moment, ce fut un crescendo de nuits de séduction et d'amusement en Romagne. Au fil des années, il est devenu si célèbre qu'il a fini dans les pages du quotidien allemand Bild, qui décrivait le « Roméo de Rimini » et ses qualités de conquérant infatigable. Ses conquêtes d'un instant l'ont surnommé le « moustique » parce que dès que l'affaire était faite, il disparaissait en quête d'un nouvel acte. Il passe pour être le plus célèbre séducteur de l'Adriatique se vantant d'avoir satisfait  plus de 6 000 femmes, de préférence des Fräuleins allemandes et d'Europe du Nord. 
En 1986, le journal L'Espresso le considère comme « l'amant le plus célèbre d'Italie ».
Dans sa dernière interview au journal allemand Bild en 2014, il annonce son départ à la retraite déclarant : « À 59 ans, je suis trop vieux pour ça. » ; en 2016, il  déclare : « Je pense que j'ai fait plus de promotion touristique pour Rimini que cent agences ». Pendant les mois d'hiver, il travaillait pour des agences de tourisme en Scandinavie et il était si connu qu'une statue de cire lui a été érigée dans une ville suédoise.

### Mort
Zanza était dans une voiture avec une fille roumaine de 23 ans quand il s'est senti mal. Une fois arrivés, les sauveteurs ne pouvaient plus rien faire : le « roi des Vitelloni » de Romagne était déjà mort. 
Selon les reconstitutions, son cœur se serait arrêté pendant (ou immédiatement après) des rapports sexuels via Pradella à Rimini. C'est la jeune fille roumaine qui a appelé les secours qui n'ont pu que constater le décès causé par un infarctus.
« La parfaite conclusion de l'existence d'une légende vivante qui, à partir des années 1970, a conquis d'innombrables femmes étrangères, faisant de la discothèque « Blow Up » sa base ».
Le curé ayant refusé de mettre l'église paroissiale à disposition pour les funérailles, celles-ci sont célébrées au cimetière de Rimini,.